# Anacamptis
Anacamptis és un gènere amb tretze espècies d'orquídies de la subfamilia Orchidoideae, de la família Orchidaceae, estretament relacionades amb el gènere Orchis. Es distribueixen des d'Europa fins a Àsia central. Són d'hàbits terrestres i tenen tubercles.
El nom científic deriva del verb grega ανακάμτειν (anakamptein), que significa «doblegar, encorbar, tornar».

## Usos medicinals
La farina dels tubercles s'usa en dietes especials de convalescents i nens. És molt rica en mucílag i forma una demulcent i suau gelatina que s'usa per al canal gastrointestinal irritat. Una part de farina amb cinquanta parts d'aigua són suficients per a formar la gelatina. El tubercle per a preparar la farina ha de ser recol·lectat quan la planta està acabada d'assecar després de la floració i quan ha deixat anar les llavors.

## Taxonomia
- Anacamptis boryi (sud de Grècia, Creta)
- Anacamptis champagneuxii (oest del Medit.)
- Anacamptis collina (Medit. a sud de Turkmenistan)
- Anacamptis coriophora (Europa, Medit. a oest d'Àsia)
- Anacamptis israelitica (nord d'Israel, Palestina)
- Anacamptis laxiflora (centre i oest d'Europa, Medit. a Àsia central)
- Anacamptis longicornu (oest i centre Medit.)
- Anacamptis morio (Europa, Medit. a l'Iran)
- Anacamptis palustris (Europa, Medit. a Àsia central)
- Anacamptis papilionacea (Medit. a l'Iran)
- Anacamptis pyramidalis: (Europa, Medit. a nord de l'Iran)
- Anacamptis sancta (este Medit. al Caucas)
- Anacamptis syriaca (Xipre, sud de Turquia a Líban)